# استان سوکوتای
استان سوکوتای (به لاتین: Sukhothai Province) یک استان در تایلند است.

## خصوصیات
استان سوکوتای ۶٬۵۹۶٫۱ کیلومترمربع مساحت و ۶۰۲٬۴۶۰ نفر جمعیت دارد.